# Arlesey
Arlesey egy kis város Angliában, Bedfordshire megyében kb. 5500 lakossal. A Közép Bedfordshirei Járási Tanácshoz és a Bedfordshirei Megyei Tanácshoz tartozik. Vasútállomása összeköttetésben áll Londonnal, Peterborough-val, Yorkkal és Edinburghval.
Az 1086-ban kiadott Ítéletnapi könyvben mezővárosként és az ország leghosszabb településeként említik.
A Szent Péter templomot a 11. században Waltham apátság szerzetesei építették. Arleseyben volt az Etonbury Castle (Etonbury kastély), aminek ma már csak nyomai láthatók.
A várostól északra található egy természetvédelmi terület.
Régebben a fő munkaadók a Fairfield kórház és a Téglaművek voltak. Az agyaggödrök közül kettő tóként üzemel, míg másik kettő a Portland Cement Company tulajdonába van. Az egyik szintén egy tó, neve Blue Lagoon. Bár a tavak magántulajdonban vannak, sok ember jár oda úszni. Számos baleset történt már, ami megjelent az országos médiába is. Például 2001-ben három gyermek halt meg, amikor egy autó belehajtott a vízbe. 2007 áprilisában egy 15 éves gyerek fulladt a tóba.

## Híres Arleseyak
- Roland Legate – profi labdarúgó – Luton Town FC – 1950/'60-as évek
- Bill Kitchener – profi labdarúgó – West Ham United FC, Torquay United FC – 1960/'70-es éves
- Pat Kruse – profi labdarúgó – Leicester City FC, Torquay United FC, Brentford FC – 1960/'70-es évek
- Scott Houghton – profi labdarúgó – Tottenham Hotspur FC, Luton Town FC, Peterborough United FC, stb. – 1980/'90-es évek
- David Kitson – profi labdarúgó – Cambridge United FC, Reading FC, Stoke City FC – 2002/

## Fordítás
- Ez a szócikk részben vagy egészben  az   Arlesey című angol Wikipédia-szócikk ezen változatának fordításán alapul.  Az eredeti cikk szerkesztőit annak laptörténete sorolja fel. Ez a jelzés csupán a megfogalmazás eredetét és a szerzői jogokat jelzi, nem szolgál a cikkben szereplő információk forrásmegjelöléseként.